# Elecciones generales de Surinam de 1977
Las elecciones parlamentarias de Surinam de 1977, primeras desde que el país alcanzara la independencia formal, se realizaron el 31 de octubre. La Combinación Nacional, alianza independentista que había ganado las anteriores elecciones, revalidó su mayoría absoluta con exactamente la misma cantidad de escaños que en la anterior ocasión. El "Bloque Democrático" de Jules Sedney quedó segundo con el 44.1% del voto popular y 17 escaños. Sin embargo, el resultado electoral fue mucho más cerrado y la Combinación Nacional perdió varios votantes. Henck Arron fue reelegido Primer ministro. La participación electoral fue del 77.8%.
La legislatura electa en estos comicios no finalizaría su mandato, ya que a principios de 1980, el parlamento sería disuelto por el llamado Golpe de los Sargentos, un golpe de Estado liderado por Dési Bouterse, que inauguraría una dictadura militar que duraría hasta 1988.

## Resultados
| Partidos                                      | Votos   | %    | Escaños | +/-   |
| --------------------------------------------- | ------- | ---- | ------- | ----- |
| Combinación Nacional                          | 56.176  | 45.4 | 22      | 0     |
| Bloque Democrático Unido                      | 54.583  | 44.1 | 17      | 0     |
| Partido Republicano Nacionalista              | 5.871   | 4.7  | 0       | –     |
| Partido Popular                               | 4.534   | 3.7  | 0       | Nuevo |
| Unión Progresista de Trabajadores y Granjeros | 1.006   | 0.8  | 0       | Nuevo |
| Frente Democrático Popular                    | 964     | 0.8  | 0       | 0     |
| Partido Progresista Musulmán                  | 361     | 0.3  | 0       | Nuevo |
| Partido Nacional Progresista                  | 225     | 0.2  | 0       | 0     |
| Total                                         | 123.720 | 100  | 39      | 0     |
| Fuente: Nohlen                                |         |      |         |       |